# Mauro Verón
Mauro Verón (29 de enero de 1999; 7 de Abril, Tucumán, Argentina) es un futbolista argentino que juega como delantero en el Managua Fútbol Club, de la Liga Primera de Nicaragua.

## Trayectoria

### Belgrano de Nueva Esperanza
Mauro Verón hizo su debut como profesional, con el equipo de Belgrano de Nueva Esperanza, el 27 de enero de 2019, en la victoria 1 a 0 frente Vélez Sarsfield de San Ramón, por la primera fecha del Torneo Regional Federal Amateur 2019. Dos semanas después, en su segundo partido, anotó su primer gol como profesional, en la victoria 2 a 0 frente Comercio de Campo Gallo. Su paso por el Celeste de Nueva Esperanza culminó con 3 goles anotados en 6 partidos disputados.

### Unión del Norte
Debutó con Unión del Norte en el Campeonato Anual 2019 de la Liga Tucumana. En dicho torneo realizó 13 goles y 5 asistencias repartidos en 25 partidos.
Luego de que no se diputara la Liga Tucumana en 2020 debido a la pandemia por el COVID-19, con el cuervo del norte ganaron el Torneo Transición 2021 de forma invicta, donde Verón fue la figura del equipo siendo el goleador del torneo con 13 goles en 12 partidos, y lo que le dio la oportunidad de disputar el Torneo Regional Federal Amateur 2021-22. El 2021 lo terminó con 22 goles y 2 pases gol en 24 partidos.
En total con el equipo de Burruyacú, en 49 partidos, anotó 35 goles y repartió 7 asistencias.

### San Martín de Tucumán
Después del gran Torneo Transición 2021 con Unión del Norte, Mauro Verón fue convocado por San Martín de Tucumán a una prueba con el plantel superior del club. Al terminar la pretemporada, el técnico del equipo, Pablo De Muner, dio el visto bueno para que continuará en el plantel.
Luego de firmar contrato con el club, se sumó al segundo equipo santo, que es el que participa en la Liga Tucumana. Debutó con el segundo equipo el 19 de abril de 2022 en el empate 1 a 1 ante San Pablo por la primera fecha del campeonato liguista 2022. En ese encuentro anotaría el gol de la igualdad.
El 6 de junio de 2022 hizo su debut con el primer equipo en el empate 0 a 0 frente a Defensores de Belgrano por la fecha 17 del Campeonato de Primera Nacional 2022, cuando ingresó faltando 4 minutos para la finalización del encuentro.
El primer gol con el plantel superior lo anotó el 24 de septiembre de 2022 en la victoria sobre Almirante Brown por 2 a 0, por la fecha 35 del campeonato de segunda división.
Su etapa en San Martín culminó con 5 goles anotados en 44 partidos disputados.

### Managua Fútbol Club
Para la segunda parte del 2025, es cedido a préstamo al Managua Fútbol Club, de la Liga Primera de Nicaragua. Su primer partido con el club lo jugó el 17 de julio, en la victoria por 4 a 2 frente a ART Municipal Jalapa, por la primera jornada del Torneo Apertura 2025. En ese partido Verón fue elegido la figura al tener participación en tres goles, anotando uno y asistiendo en otros dos.

## Estadísticas

### Ligas regionales
Actualizado hasta su último partido disputado en 2022.
| Club                      | Div.          | Temporada     | Liga  | Liga  | Liga   | Copas nacionales | Copas nacionales | Copas nacionales | Total | Total | Total  | Media goleadora |
| Club                      | Div.          | Temporada     | Part. | Goles | Asist. | Part.            | Goles            | Asist.           | Part. | Goles | Asist. | Media goleadora |
| ------------------------- | ------------- | ------------- | ----- | ----- | ------ | ---------------- | ---------------- | ---------------- | ----- | ----- | ------ | --------------- |
| Unión del Norte Argentina | L. T.         | 2019          | 25    | 13    | 5      | —                | —                | —                | 25    | 13    | 5      | 0.52            |
| Unión del Norte Argentina | L. T.         | 2021          | 15    | 15    | 2      | —                | —                | —                | 15    | 15    | 2      | 1.00            |
| Unión del Norte Argentina | Total club    | Total club    | 40    | 28    | 7      | 0                | 0                | 0                | 40    | 28    | 7      | 0.70            |
| San Martín (T) Argentina  | L. T.         | 2022          | 17    | 7     | 2      | —                | —                | —                | 17    | 7     | 2      | 0.41            |
| San Martín (T) Argentina  | Total club    | Total club    | 17    | 7     | 2      | 0                | 0                | 0                | 17    | 7     | 2      | 0.41            |
| Total carrera             | Total carrera | Total carrera | 57    | 35    | 9      | 0                | 0                | 0                | 57    | 35    | 9      | 0.61            |
| 1.                        |               |               |       |       |        |                  |                  |                  |       |       |        |                 |

### Clubes
Actualizado hasta su último partido disputado el 19 de agosto de 2025.
| Club                          | Div.          | Temporada     | Liga  | Liga  | Liga   | Copas nacionales | Copas nacionales | Copas nacionales | Torneos internacionales | Torneos internacionales | Torneos internacionales | Total | Total | Total  | Media goleadora |
| Club                          | Div.          | Temporada     | Part. | Goles | Asist. | Part.            | Goles            | Asist.           | Part.                   | Goles                   | Asist.                  | Part. | Goles | Asist. | Media goleadora |
| ----------------------------- | ------------- | ------------- | ----- | ----- | ------ | ---------------- | ---------------- | ---------------- | ----------------------- | ----------------------- | ----------------------- | ----- | ----- | ------ | --------------- |
| C. A. Belgrano (NE) Argentina | 4.ª           | 2019          | 6     | 3     | 0      | —                | —                | —                | —                       | —                       | —                       | 6     | 3     | 0      | 0.50            |
| C. A. Belgrano (NE) Argentina | Total club    | Total club    | 6     | 3     | 0      | 0                | 0                | 0                | 0                       | 0                       | 0                       | 6     | 3     | 0      | 0.50            |
| Unión del Norte Argentina     | 4.ª           | 2021          | 9     | 7     | 0      | —                | —                | —                | —                       | —                       | —                       | 9     | 7     | 0      | 0.78            |
| Unión del Norte Argentina     | Total club    | Total club    | 9     | 7     | 0      | 0                | 0                | 0                | 0                       | 0                       | 0                       | 9     | 7     | 0      | 0.78            |
| San Martín (T) Argentina      | 2.ª           | 2022          | 9     | 1     | 0      | —                | —                | —                | —                       | —                       | —                       | 9     | 1     | 0      | 0.11            |
| San Martín (T) Argentina      | 2.ª           | 2023          | 23    | 2     | 1      | 2                | 1                | 0                | —                       | —                       | —                       | 25    | 3     | 1      | 0.12            |
| San Martín (T) Argentina      | 2.ª           | 2024          | 5     | 0     | 0      | —                | —                | —                | —                       | —                       | —                       | 5     | 0     | 0      | 0.00            |
| San Martín (T) Argentina      | 2.ª           | 2025          | 5     | 1     | 0      | —                | —                | —                | —                       | —                       | —                       | 5     | 1     | 0      | 0.20            |
| San Martín (T) Argentina      | Total club    | Total club    | 42    | 4     | 1      | 2                | 1                | 0                | 0                       | 0                       | 0                       | 44    | 5     | 1      | 0.12            |
| Managua F. C. · Nicaragua     | 1.ª           | 2025-26       | 4     | 2     | 3      | —                | —                | —                | 4                       | 2                       | 0                       | 8     | 4     | 3      | 0.50            |
| Managua F. C. · Nicaragua     | Total club    | Total club    | 4     | 2     | 3      | 0                | 0                | 0                | 4                       | 2                       | 0                       | 8     | 4     | 3      | 0.50            |
| Total carrera                 | Total carrera | Total carrera | 61    | 16    | 4      | 2                | 1                | 0                | 4                       | 2                       | 0                       | 67    | 19    | 4      | 0.28            |
| 1. 2. 3.                      |               |               |       |       |        |                  |                  |                  |                         |                         |                         |       |       |        |                 |

## Palmarés

### Torneos regionales
| Título        | Club            | Provincia | Año  |
| ------------- | --------------- | --------- | ---- |
| Liga Tucumana | Unión del Norte | Tucumán   | 2021 |